# Traunhofermühle
Traunhofermühle ist ein Ortsteil der Stadt Neunburg vorm Wald im Landkreis Schwandorf in Bayern.

## Geographie
Traunhofermühle liegt circa acht Kilometer südöstlich von Neunburg vorm Wald und etwa 500 Meter nördlich der Staatsstraße 2040 am Hückbach. Dieser entspringt etwa zwei Kilometer weiter südöstlich bei Meidenried und vereinigt sich circa ein Kilometer weiter nordwestlich mit dem Multbach zum Rötzerbach.

## Geschichte
Die Traunhofermühle ist die zum etwa 200 Meter südlich gelegenen Ortsteil Traunhof gehörende Mühle.
Am 23. März 1913 gehörte Traunhofermühle zur Pfarrei Neukirchen-Balbini, bestand aus einem Haus und zählte vier Einwohner.
Traunhofermühle wurde am 31. Dezember 1990 gemeinde- und pfarramtlich zu Traunhof gerechnet.